# Gubernia de Poltava
O Gubernia de Poltava (em russo:  Полтавская губернія; translit.: Poltavskaia gubernia, em ucraniano:  Полтавська Губернія) foi um gubernia na histórica margem esquerda da Ucrânia, uma região do Império russo, que foi oficialmente criado em 1802 com centro administrativo na cidade de Poltava.

## Divisão administrativa
O gubernia era administrado por 15 uezds. A maioria deles acabou no moderno Oblast de Poltava, na Ucrânia, embora alguns (Zolotonosha, Konstantinograd, Pereiaslav e Romni) agora façam parte respectivamente dos oblasts de Tcherkássi, Carcóvia, Kiev e Sumi. 
O Gubernia de Poltava cobria uma área total de 49.365 km², e tinha uma população de 2.778.151 de acordo com o censo do Império Russo de 1897. Em 1914, a população tinha aumentado para 2.794.727. Após a formação da RSS da Ucrânia, o território foi totalmente incluído na nova república soviética. Inicialmente, o sistema de gubernias foi mantido, embora variações incluíssem o Gubernia de Kremenchug, que foi temporariamente formado em seu território (agosto de 1920 - dezembro de 1922). Contudo, em 3 de junho de 1925 a gubernia foi substituído por cinco okrugs (que já eram a subdivisão dos uezds desde 7 de março de 1923). 

## Principais cidades
- Kremenchuk - 63 007 (judeu - 29 577, ucraniano - 18 980, russo - 12 130)
- Poltava - 53 703 (ucraniano - 30 086, russo - 11 035, judeu - 10 690)
- Romni - 22 510 (ucraniano - 13 856, judeu - 6 341, russo - 1 933)
- Priluki - 18 532 (ucraniano - 11 850, judeu - 5 719, russo - 821)
- Pereiaslav - 14 614 (Ucraniano - 8 348, judeu - 5 737, russo - 468)
- Kobeliaki - 10 487 (ucraniano - 7 708, judeu - 2 115, russo - 564)
- Zinkiv - 10 443 (Ucraniano - 8 957, judeu - 1 261, russo - 187)
- Lubni - 10 097 (ucraniano - 5 975, judeu - 3 001, russo - 960)
- Mirgorod - 10 037 (ucraniano - 8 290, judeu - 1 248, russo - 427)

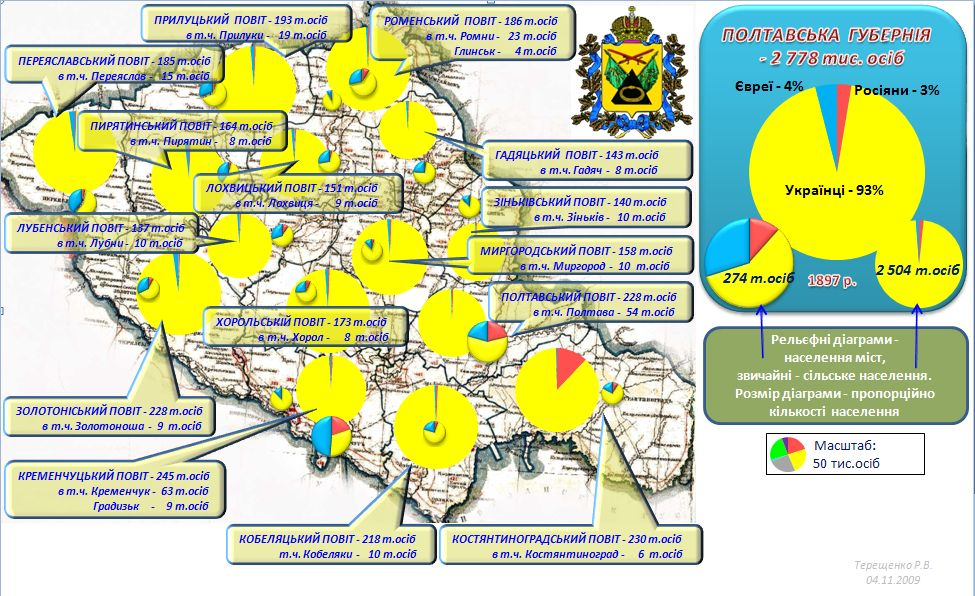
Cidades de mais de 10.000 pessoas. Em negrito, as cidades de mais de 50.000.

## Língua
Principais idiomas falados no gubernia:

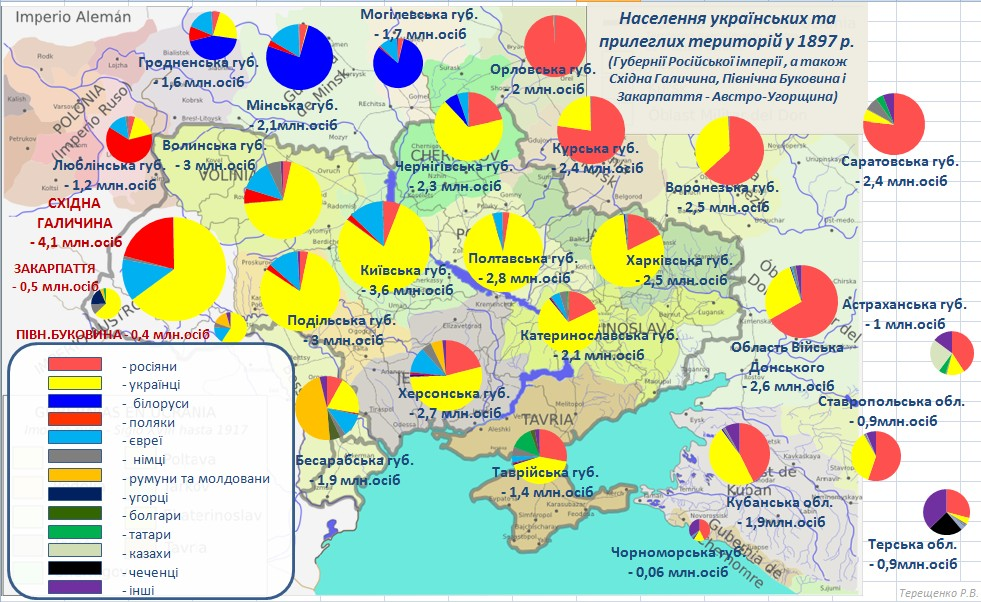
Comparação com outros gubernias (1897). Em negrito estão as línguas faladas por mais pessoas do que a língua estatal.

| Língua                                          | Número    | porcentagem (%) | machos | fêmeas |
| ----------------------------------------------- | --------- | --------------- | ------ | ------ |
| Ucraniano                                       | 2 583 133 | 92,98           |        |        |
| Iídiche                                         | 110 352   | 3,97            |        |        |
| Russo                                           | 72 941    | 2,63            |        |        |
| Alemão                                          | 4 579     | 0,16            |        |        |
| Polonês                                         | 3 891     | 0,14            |        |        |
| Bielorrusso                                     | 1 344     | 0,05            |        |        |
| Pessoas que não identificaram sua língua nativa | 92        | <0,01           |        |        |
| Outros                                          | 1 819     | 0,07            |        |        |

## Religião
Pelo censo imperial de 1897, a principal religião na região, que era praticamente a Religião do Estado, era a ortodoxa, com alguma população seguindo o judaísmo. Outras religiões eram muito menos comuns no gubernia. 
| Religião                                              | Número    | porcentagem (%) | machos | fêmeas |
| ----------------------------------------------------- | --------- | --------------- | ------ | ------ |
| Ortodoxa                                              | 2 654 645 | 95,55           |        |        |
| Judaísmo                                              | 110 944   | 3,99            |        |        |
| Outro (católicos romanos, luteranos, velhos crentes ) | 12 562    | 0,45            |        | +      |